# 西蘭維亞 (阿肯色州)
西爾萬尼亞（英語：Sylvania）是位於美國阿肯色州洛諾克縣的一個非建制地區。該地的面積和人口皆未知。

## 地理
西爾萬尼亞的座標為34°58′20″N 91°55′43″W / 34.97222°N 91.92861°W，而該地的平均海拔高度為米（即英尺）。